# Kurt Betschart
Kurt Betschart (Erstfeld, Uri, 25 d'agost de 1968) va ser un ciclista suís especialista en la pista. Juntament amb Bruno Risi, es va especialitzar en les curses de sis dies, formant la parella que ha obtingut més triomfs, amb 37.

## Palmarès
- 1992
  - 1r als Sis dies de Dortmund (amb Bruno Risi)
  - 1r als Sis dies de Zuric (amb Bruno Risi)
- 1993
  - 1r als Sis dies de Gant (amb Bruno Risi)
  - 1r als Sis dies de Dortmund (amb Bruno Risi)
  - 1r als Sis dies de Zuric (amb Bruno Risi)
  - 1r als Sis dies de Múnic (amb Bruno Risi)
- 1994
  - 1r als Sis dies de Múnic (amb Bruno Risi)
  - 1r als Sis dies de Copenhaguen (amb Bruno Risi)
  - 1r als Sis dies de Bordeus (amb Bruno Risi)
- 1995
  - Campió d'Europa de Madison (amb Bruno Risi)
  - 1r als Sis dies de Bremen (amb Bruno Risi)
  - 1r als Sis dies de Zuric (amb Bruno Risi)
  - 1r als Sis dies de Colònia (amb Bruno Risi)
- 1996
  - 1r als Sis dies de Gant (amb Bruno Risi)
  - 1r als Sis dies de Zuric (amb Bruno Risi)
  - 1r als Sis dies de Copenhaguen (amb Bruno Risi)
- 1997
  - 1r als Sis dies de Dortmund (amb Bruno Risi)
  - 1r als Sis dies de Múnic (amb Bruno Risi)
  - 1r als Sis dies de Leipzig (amb Bruno Risi)
- 1998
  - 1r als Sis dies de Herning (amb Bruno Risi)
  - 1r als Sis dies de Zuric (amb Bruno Risi)
  - 1r als Sis dies de Múnic (amb Bruno Risi)
  - 1r als Sis dies de Stuttgart (amb Bruno Risi)
- 1999
  - 1r als Sis dies de Bremen (amb Bruno Risi)
  - 1r als Sis dies de Dortmund (amb Bruno Risi)
  - 1r als Sis dies de Zuric (amb Bruno Risi)

| - 2000 - 1r als Sis dies de Zuric (amb Bruno Risi i Markus Zberg) - 1r als Sis dies de Múnic (amb Bruno Risi) - 2002 - 1r als Sis dies de Gant (amb Bruno Risi) - 1r als Sis dies de Bremen (amb Bruno Risi) - 1r als Sis dies de Stuttgart (amb Bruno Risi) - 2003 - 1r als Sis dies de Dortmund (amb Bruno Risi) - 1r als Sis dies de Múnic (amb Bruno Risi) - 1r als Sis dies de Berlín (amb Bruno Risi) - 2004 - 1r als Sis dies de Bremen (amb Bruno Risi) - 2005 - 1r als Sis dies de Stuttgart (amb Bruno Risi i Franco Marvulli) - 1r als Sis dies de Berlín (amb Bruno Risi) - 1r als Sis dies d'Amsterdam (amb Bruno Risi) |

### Resultats a laCopa del Món
- 1997
  - 1r a Quartu Sant'Elena i Adelaida, en Madison